# Al-Salihiyah (Gobernación de Deir ez-Zor)
Al-Salihiyah (en árabe: الصالحية‎) es una ciudad en el este de Siria, administrativamente parte de la gobernación de Deir ez-Zor, ubicada en la orilla occidental del río Éufrates, al sur de Deir ez-Zor. Las localidades cercanas incluyen al-Asharah, Mayadin y al-Muhasan al norte y Hajin y al-Jalaa al sur. Según la Oficina Central de Estadísticas de Siria, al-Salihiyah tenía una población de 4.471 en el censo de 2004. El pueblo está ubicado justo al lado del sitio de la antigua Dura-Europos.

## Guerra civil siria
Durante la guerra civil siria, la ciudad estuvo ubicada en el centro del autoproclamado califato del EIIL desde principios de 2014 hasta diciembre de 2017. El 3 de diciembre de 2017, las Fuerzas Tigre pertenecientes al gobierno sirio rodearon la ciudad, que luego capturaron 7 de diciembre. Fue una de las últimas ciudades al oeste del Éufrates en ser controlada por ISIS.
En una contraofensiva el 13 de diciembre, las fuerzas del ISIS recuperaron brevemente la ciudad, sólo para perderla de nuevo, junto con todos los demás territorios ganados en su contraofensiva cuando, tres días después, se lanzó un gran ataque del ejército sirio en la orilla occidental del río Éufrates.